# Marattia stokesii
Marattia stokesii là một loài dương xỉ trong họ Marattiaceae. Loài này được E.Brown mô tả khoa học đầu tiên năm 1931.
Danh pháp khoa học của loài này chưa được làm sáng tỏ. 